# Xanthorhoe aksuaria
Xanthorhoe aksuaria là một loài bướm đêm trong họ Geometridae.